# Syngonanthus hirtellus
Syngonanthus hirtellus är en gräsväxtart som beskrevs av Wilhelm Willy Otto Eugen Ruhland. Syngonanthus hirtellus ingår i släktet Syngonanthus och familjen Eriocaulaceae. Inga underarter finns listade i Catalogue of Life.